# Fefa Vila
Fefa Vila Núñez (Laza, 1968) es una socióloga y escritora española.

## Biografía
Se licenció en Ciencias políticas y Sociología por la Universidad Complutense de Madrid. Posteriormente completó su formación en la Universidad de Utrecht, en la Universidad de Mánchester y en la Universidad de Santa Cruz, en California.
Es profesora de Sociología en la Universidad Complutense desde 2008, y trabajó en la coordinación de  proyectos europeos e  investigación social  para la Fundación FOREM, que dependía del sindicato Comisiones Obreras hasta 2017. Actualmente  compagina su actividad docente en la UCM con la creación, la investigación y el comisariado independiente sobre políticas sexuales y prácticas culturales disidentes.
Además, fue impulsora del colectivo lésbico LSD, que junto con La Radical Gai, fueron grupos de referencia en la introducción de los debates y las prácticas activistas queer/cuir en España, y más concretamente en Madrid, en la década de los 90. A partir de este momento inicia una trayectoria artívista y de reivindicación feminista queer-bollera lésbica. "Reformular el dolor en potencia política y alegría formaba parte de La Radical Gai y LSD. (…) LSD y La Radi surgen en un momento de diferenciación y de necesidad de pensar la política, las alianzas políticas y las formas políticas de un modo diferente; de inventar otro lenguaje político. Y yo creo que redefinimos lo artístico. Aunque se cree que es al revés, son los movimientos sociales lo que redefinen el arte a partir de ese momento". El colectivo funcionó en Madrid en la década de 1990, de 1993 a 1998. También ha colaborado con el grupo de trabajo queer GtQ-Mad en la publicación del libro El eje del mal es heterosexual: ficciones y discursos feministas y queer, que ha coeditado.

## Obra
- El libro de buen ∀mor. Sexualidades raras y políticas extrañas. Ayto. de Madrid. 978-84-7812-815-0. Editora y coautora con Javier Sáez del Álamo. (2019)
- El eje del mal es heterosexual: ficciones y discursos feministas y queer. Ed Traficantes de Sueños. Madrid, 2005.